# 帕米尔鼩鼱
帕米尔鼩鼱（学名：Sorex buchariensis）也称布哈拉鼩鼱，一种分布于中亚帕米尔高原地区的哺乳动物，隶属于鼩鼱科鼩鼱属。本种由俄国动物学家谢尔盖·伊万诺维奇·奥涅夫于1921年描述发表。